# كاسورات بريمو (بافيا)
كاسورات بريمو (بالإيطالية: Casorate Primo)‏ هي بلدة تقع في مقاطعة بافيا بإقليم لومبارديا في شمال إيطاليا. تبلغ مساحة هذه المدينة 9.5 (كم²)، وترتفع عن سطح البحر م، بلغ عدد سكانها 7725 نسمة في عام 2004 حسب إحصاء المعهد الوطني للإحصاء.

## السكان
في سنة 1861 بلغ عدد السكان 3٬503 نسمة، وتطور العدد ليصل في سنة 2011 لـ 8٬480 نسمة.
يظهر هذا المخطط البياني تطور النمو السكاني لـ كاسورات بريمو (بافيا)

## أعلام
- يوجينيو نيجري